# Kingdom Come: Deliverance
Kingdom Come: Deliverance is een rollenspel gemaakt door het Tsjechische bedrijf Warhorse Studios in samenwerking met Deep Silver. Het spel verscheen op 13 februari 2018 voor Windows, PlayStation 4 en Xbox One.
Het speelt zich af in het middeleeuwse Koninkrijk Bohemen, een toenmalige rijksstand van het Heilige Roomse Rijk. De focus ligt vooral op een historisch correcte en realistische setting. Het spel werd uitgebracht op 13 februari 2018 voor Microsoft Windows, Playstation 4 en Xbox One.
Kingdom Come: Deliverance is een singleplayer computerspel met een non-lineaire reeks opdrachten. Het speelt zich af in een interactieve spelwereld die spelers volledig zou moeten onderdompelen in de setting. Eén van de doelen van de makers van het spel is dan ook gepoogd realisme. Kingdom Come zou onder andere wapenrusting en kledij bevatten die correct is volgens de periode, gevechtstechnieken, en historische gebouwen die mede ontworpen zijn door architecten en historici. In het spel is ook authentieke muziek te horen zijn die opgenomen werd door Tsjechische muzikanten, gebaseerd op oude middeleeuwse muziekpartituren.

## Plot
Kingdom Come: Deliverance speelt zich af in het Koninkrijk Bohemen dat tijdens de periode waarin het verhaal zich afspeelt tot de Landen van de Boheemse Kroon behoorde, in wat tegenwoordig het huidige Tsjechië is. Act 1 is gebaseerd op het echte gebied tussen Sázava en Rataje nad Sázavou. Het spel begint in het jaar 1403.
De oude koning is dood en zijn erfgenaam is niet sterk genoeg om zijn recht op de troon te beveiligen. De broer van de nieuwe koning ziet zijn kans om de koning te ontvoeren en zijn landen te plunderen, met het oog gericht op zijn eigen bevordering. Deze personages zijn gebaseerd op de historische figuren Keizer Karel IV, Wenceslaus IV en Keizer Sigismund.
Het hoofdpersonage, Henry, is de zoon van een smid. Zijn familie werd op brute manier vermoord door de binnenvallende legers van Sigismund. Als enige overlevende van zijn familie besluit hij wraak te nemen, en ervoor te zorgen dat de troon weer zal bestegen worden door de rechthebbende erfgenaam, namelijk Wenceslaus IV.

## Gameplay
Kingdom Come: Deliverance is een openwereldspel en maakt gebruik van een systeem zonder klassen, waardoor spelers vrij kunnen kiezen waarin ze zich willen specialiseren. Capaciteiten en stats zullen toenemen naargelang de speelstijl van de speler, en hoe deze omgaat in conversaties met andere personages. Tijdens deze conversaties heeft de speler een tijdslimiet om een keuze te maken uit verschillende opties, en deze zullen een waarneembaar effect hebben op de relaties met anderen. De reputatie zal afhangen van deze keuzes en kan daarom gevolgen teweeg brengen.
Er is een systeem waarbij de speler zal moeten slapen en eten om gezond te blijven. Uitrusting en kledij zullen met verloop van tijd ook verslijten en dienen hierdoor gerepareerd te worden. Ook zal voedsel en een aantal andere waren bederven. Door middel van zogenaamde minigames op maat van het level van de speler kunnen spullen terug gemaakt of verbeterd worden. Ook kan de speler meer spullen verkrijgen door het gebruik van lockpicking of zakkenrollen, alcohol distilleren of medicijnen maken.
Kingdom Come: Deliverance wordt gespeeld in de eerste persoon en men kan zowel gebruik maken van handwapens of aanvallen op afstand. Het vechtsysteem is gebaseerd op een systeem dat gebruik maakt van inverse kinematica om de reacties van beide strijders te bepalen bij de snelheid en de kracht van een klap. Met het systeem wil de spelontwikkelaar meer afwisseling en realisme bereiken, met dan ook de optie om verscheidene technieken en combinaties te hanteren. Sommige van deze kunnen worden vrijgespeeld door het verkrijgen van ervaringspunten (skillpoints). Verschillende wapens hebben een eigen karakter, wat het ene al wat geschikter maakt dan een ander in een bepaalde situatie. Zo is een zwaard een snel wapen en geschikt voor aanval en verweer, maar het zwaard is minder effectief tegen zware bepantsering.
Missies (quests) zijn bedoeld om een open einde te hebben, met meerdere manieren om ze tot een goed einde te brengen. Op deze manier zijn vele personages rendabel. Het verhaal bevat enkele grote gebeurtenissen zoals belegeringen van kastelen en grote slagvelden. Alle NPC's hebben hun eigen routine, en de speler kan op deze ook een invloed hebben. De personages kunnen dan zelf ook weer hun eigen reactie op de speler hebben. Zo kunnen ze de speler aangeven aan de autoriteiten, die de speler dan zullen bestraffen naargelang de misdaad. Dit kan een boete zijn, een celstraf, hem een werkstraf geven of zelfs martelen.

## From The Ashes
From The Ashes is de eerste DLC voor Kingdom Come: Deliverance. In deze DLC moet de speler het gehucht van Pribyslavitz weer opbouwen nadat het eerder vervallen is door een heer. In opdracht van Sir Divish uit Talmberg word je geacht drie hoofddoelen te bereiken als bailiff (opzichter) van het dorp. Dit kun je doen door gebouwen te bouwen, maar dit moet je doen met je eigen geld. Een van de doelen is om je gehucht rendabel te maken. Ook ga je als opzichter aan de haal met geschillen tussen burgers uit je dorp. Hierin kies je vaak tussen twee kanten, waarna je drie opties hebt. Deze opties bestaan uit: een milde variant, een medium variant en een harde variant. De harde variant kan verkeerd opgepakt worden door je burgers en zo kun je als te streng worden ervaren. Doch, als je de milde variant zou kiezen gaan burgers misschien niet zo gedragen zoals jij wilt, wat grote gevolgen kan hebben. Burgers die blij zijn met jou als opzichter willen meer voor je doen en zo groeit de omzet van je gehucht. Voor het spelen van dit pakket is het afronden van de verhaallijn niet vereist.

## Ontwikkeling
Het project dat uiteindelijk de naam Kingdom Come: Deliverance zou krijgen, werd uitgedacht door Daniel Vávra, die in 2009 het bedrijf 2K Czech had verlaten. Samen met een kleine ploeg begon hij investeerders te zoeken voor het project. Zo kwam het dat Martin Klima, de oprichter van Altar Games, in het project meestapte, maar het lukte niet om de interesse van grote investeerders in Tsjechië te wekken. Het team bereidde zich voor om het project achterwege te laten, voordat uiteindelijk toch een investeerder werd gevonden. Hierdoor werd het mogelijk om een prototype van het spel te maken. Zo was op 21 juli 2011 het bedrijf Warhorse Studios geboren.
Allereerst liet Warhorse Studios op 9 februari 2011 weten dat ze bezig waren met het ontwikkelen van een "nog niet aangekondigde role-playing game", aangezien ze op deze dag de rechten voor CryENGINE 3 hadden verworven. Na zeventien maanden te werken aan een prototype begon Warhorse Studios internationale investeerders te zoeken. Toch had het project niet de hype gecreëerd waarop ze gehoopt hadden.
Op 22 januari 2014 lanceerde Warhorse Studios een crowdfundingcampagne via Kickstarter, met als doel £300.000 op te halen. Dat is 10% van het beoogde budget van $5.000.000 om aan de investeerder, Zdeněk Bakala, te bewijzen dat er wel degelijk een publiek was voor hun spel. Op 20 februari 2014 was de financiering tot een einde gekomen. In totaal had het £1.106.371 opgeleverd. Ook al was het doel ruimschoots behaald, werd de campagne verder gezet op de website van Warhorse Studios zelf. Op 1 oktober 2014 liet Daniel Vávra weten in een YouTubevideo dat de campagne op die dag $2.002.547 had binnengehaald, en dit te danken aan in totaal 38.784 donateurs. De alpha-versie van het spel zou voor het publiek verschijnen op 22 oktober 2014. De beta-versie verscheen het jaar erna op 3 maart 2015. Op 29 september 2016 werd aangekondigd dat Warhorse Studios een overeenkomst had gesloten met Deep Silver om de consoleversies en pc-versie van het spel uit te brengen.

## Prijzen en nominaties
| Jaar | Prijs/titels                                                             | Categorie                               | Ontvanger(s)              | Resultaat   |
| ---- | ------------------------------------------------------------------------ | --------------------------------------- | ------------------------- | ----------- |
| 2017 | Game Critics Awards                                                      | Best RPG                                | Kingdom Come: Deliverance | Genomineerd |
| 2017 | Gamescom                                                                 | Best PC Game                            | Kingdom Come: Deliverance | Gewonnen    |
| 2018 | Golden Joystick Awards                                                   | PC Game of the Year                     | Kingdom Come: Deliverance | Genomineerd |
| 2018 | International Festival of Film Music and Multimedia Soundtrack Poděbrady | Special Achievement in Multimedia Award | Jan Valta en Adam Sporka  | Gewonnen    |
| 2018 | Central and Eastern European Game Awards                                 | Best Game                               | Kingdom Come: Deliverance | Genomineerd |
| 2018 | Central and Eastern European Game Awards                                 | Technology                              | Kingdom Come: Deliverance | Genomineerd |
| 2018 | Central and Eastern European Game Awards                                 | Narrative                               | Kingdom Come: Deliverance | Gewonnen    |
| 2018 | Premios MundoBSO 2018                                                    | Mejor BSO juego o videojuego            | Jan Valta en Adam Sporka  | Genomineerd |
| 2018 | Gamers' Choice Awards                                                    | Fan Favorite Role Playing Game          | Kingdom Come: Deliverance | Genomineerd |
| 2018 | Australian Games Awards                                                  | RPG of the Year                         | Kingdom Come: Deliverance | Genomineerd |
| 2018 | Dare To Game: Awards                                                     | RPG of the Year                         | Kingdom Come: Deliverance | Gewonnen    |
| 2018 | Dare To Game: Awards                                                     | Game of the Year                        | Kingdom Come: Deliverance | Gewonnen    |
| 2018 | Dare To Game: Awards                                                     | Developer of the Year                   | Warhorse Studios          | Gewonnen    |
| 2019 | Player's Awards                                                          | Warhorse Studios                        | Game of the Year          | Genomineerd |
| 2019 | Player's Awards                                                          | Game Story of the Year                  | Warhorse Studios          | Genomineerd |
| 2019 | Player's Awards                                                          | RPG Game of the Year                    | Warhorse Studios          | Gewonnen    |
| 2019 | Player's Awards                                                          | PC Game of the Year                     | Warhorse Studios          | Gewonnen    |
| 2019 | Player's Awards                                                          | Czech-Slovak Game of the Year           | Warhorse Studios          | Gewonnen    |
| 2019 | Player's Awards                                                          | Game Soundtrack of the Year             | Warhorse Studios          | Genomineerd |
| 2019 | Czech Game of the Year Awards                                            | Developer's Award - Main Award          | Warhorse Studios          | Genomineerd |
| 2019 | Czech Game of the Year Awards                                            | Game Journalists Award                  | Warhorse Studios          | Genomineerd |
| 2019 | Czech Game of the Year Awards                                            | Youtuber's Award                        | Warhorse Studios          | Gewonnen    |
| 2019 | Czech Game of the Year Awards                                            | Audiovisual Execution                   | Warhorse Studios          | Genomineerd |
| 2019 | Czech Game of the Year Awards                                            | Best Game Design                        | Warhorse Studios          | Gewonnen    |
| 2019 | Czech Game of the Year Awards                                            | Best Technological Solution             | Warhorse Studios          | Gewonnen    |